# Awake (Tycho)
Awake är det fjärde studioalbumet av den amerikanske musikern Tycho. Det släpptes den 18 mars 2014 genom det oberoende skivbolaget Ghostly International.

## Låtlista
Alla låtar är skrivna och komponerade av Scott Hansen. 
| Nr | Titel   | Längd |
| -- | ------- | ----- |
| 1. | Awake   | 4:43  |
| 2. | Montana | 5:26  |
| 3. | L       | 4:37  |
| 4. | Dye     | 5:17  |
| 5. | See     | 5:18  |
| 6. | Apogee  | 4:20  |
| 7. | Spectre | 3:46  |
| 8. | Plains  | 3:17  |

| 9. | Awake (Ametsub Remix) | 4:33 |

## Medverkande
Följande personer har krediterats för medverkan på albumet.
- Scott Hansen – artwork, elbas, trummor, gitarr, keyboard, tekniker, mastring, mixning
- Zac Brown – bas, gitarr
- Rory O'Connor – livetrummor, tekniker
- Count – tekniker, mastring, mixning, produktionskonsult
- Christopher Willits – mastring, produktionskonsult
- Ricardo Ayala – livetrummor, teknikassistent

## Awake Remixes
I december 2015 annonserades en utgivning av ett remixalbum av Awake, som utgavs digitalt den 15 januari 2016 av Ghostly International.
| Nr | Titel                               | Längd |
| -- | ----------------------------------- | ----- |
| 1. | Awake (Com Truise Remix)            | 5:05  |
| 2. | Montana (Christopher Willits Remix) | 8:05  |
| 3. | L (Dusty Brown Remix)               |       |
| 4. | Dye (Nitemoves Remix)               |       |
| 5. | See (Beacon Remix)                  | 3:54  |
| 6. | Apogee (RJD2 Remix)                 |       |
| 7. | Spectre (Bibio Remix)               | 4:18  |
| 8. | Plains (Baio Remix)                 | 4:36  |
| 9. | Montana (Few Nolder Remix)          | 3:17  |